# Tsukasa Morishima
Tsukasa Morishima (jap. 森島 司, Morishima Tsukasa; * 25. April 1997 in Suzuka, Präfektur Mie) ist ein japanischer Fußballspieler.

## Karriere

### Verein
Tsukasa Morishima erlernte das Fußballspielen in den Jugendmannschaften von Atago Soccer Sports Shonendan, Nagoya Grampus und Vertieen Mie sowie in der Schulmannschaft der Yokkaichi Chuo Technical High School. Seinen ersten Vertrag unterschrieb er 2016 bei Sanfrecce Hiroshima. Der Verein aus Hiroshima, einer Hafenstadt im Südwesten der Hauptinsel Honshū, spielte in der höchsten Liga des Landes, der J1 League. 2018 wurde er mit dem Verein japanischer Vizemeister. Am 22. Oktober 2022 stand er mit Hiroshima im Endspiel des Japanischen Ligapokals. Hier besiegte man Cerezo Osaka mit 2:1. Nach 153 Ligaspielen wechselte er Anfang August 2023 zum ebenfalls in der ersten Liga spielenden Nagoya Grampus. Am 2. November 2024 stand er mit Nagoya im Finale des J. League Cup. Das Finale gegen Albirex Niigata gewann man im Elfmeterschießen.

### Nationalmannschaft
Tsukasa Morishima spielt seit 2019 in der Nationalmannschaft von Japan. Sein Länderspieldebüt gab er am 10. Dezember 2019 in einem Spiel der Ostasienmeisterschaft gegen China im Busan-Gudeok-Stadion in Busan.

## Erfolge
Sanfrecce Hiroshima
- Japanischer Vizemeister: 2018
- Japanischer Ligapokalsieger: 2022

Nagoya Grampus
- Japanischer Ligapokalsieger: 2024